# Liste der Biografien/Zac
Liste der Biografien |
Portal Biografien |
Personensuche
# |
A |
B |
C |
D |
E |
F |
G |
H |
I |
J |
K |
L |
M |
N |
O |
P |
Q |
R |
S |
T |
U |
V |
W |
X |
Y |
Z |
?
 
Za |
Zb |
Zc |
Zd |
Ze |
Zf |
Zg |
Zh |
Zi |
Zj |
Zk |
Zl |
Zm |
Zn |
Zo |
Zr |
Zs |
Zu |
Zv |
Zw |
Zy |
Zz
 
Zaa |
Zab |
Zac |
Zad |
Zae |
Zaf |
Zag |
Zah |
Zai |
Zaj |
Zak |
Zal |
Zam |
Zan |
Zao |
Zap |
Zaq |
Zar |
Zas |
Zat |
Zau |
Zav |
Zaw |
Zax |
Zay |
Zaz
Die Liste der Biografien führt alle Personen auf, die in der deutschsprachigen Wikipedia einen Artikel haben. Dieses ist eine Teilliste mit 291 Einträgen von Personen, deren Namen mit den Buchstaben „Zac“ beginnt.

## Zac

### Zaca
- Zaçaj, Holta (* 1976), albanische Juristin
- Zacarías López, Roberto Carlos (* 1972), paraguayischer römisch-katholischer Geistlicher, Bischof von Canindeyú
- Zacarías, Alfredo (* 1941), mexikanischer Drehbuchautor, Produzent und Filmregisseur
- Zacarias, Ana Paula (* 1959), portugiesische Diplomatin, Staatssekretärin
- Zacarias, João (* 1977), osttimoresischer Politiker
- Zacarías, Marcela (* 1994), mexikanische Tennisspielerin
- Zacarías, Miguel (1905–2006), mexikanischer Filmregisseur, Produzent und Drehbuchautor

### Zacc
- Zacca, Edward (1931–2019), jamaikanischer Chief Justice des Supreme Courts Jamaikas
- Zaccagni, Mattia (* 1995), italienischer FußballspielerMattia Zaccagni (* 1995)

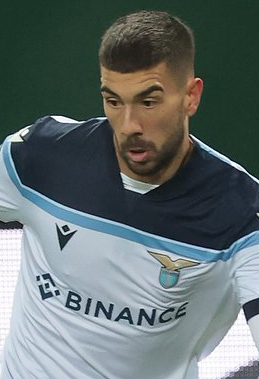
Mattia Zaccagni (* 1995)

- Zaccagnini, Benigno (1912–1989), italienischer Politiker (DC), Mitglied der Camera dei deputati, MdEP und Arzt
- Zaccagnini, Carlo, italienischer Altorientalist
- Zaccanti, Daniel (* 1978), argentinisch-italienischer Fußballspieler
- Zaccardo, Cristian (* 1981), italienischer Fußballspieler
- Zaccarelli, Renato (* 1951), italienischer Fußballspieler und -trainer
- Zaccaria, Alessio (1955–2025), italienischer Rechtswissenschaftler
- Zaccaria, Antonio Maria (1502–1539), Begründer des Barnabitenordens und katholischer HeiligerAntonio Maria Zaccaria (1502–1539)

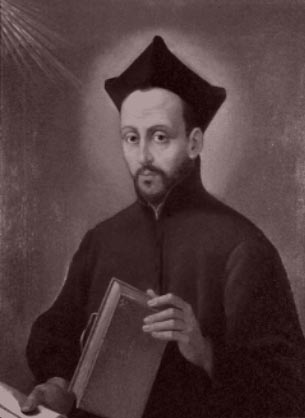
Antonio Maria Zaccaria (1502–1539)

- Zaccaria, Benedetto († 1307), Diplomat, Kaufmann und Admiral
- Zaccaria, Francesco Antonio (1714–1795), italienischer Jesuit, Kirchenhistoriker und Literarhistoriker
- Zaccaro, Maurizio (* 1952), italienischer Filmregisseur und Drehbuchautor
- Zaccheaus, Olamide (* 1997), US-amerikanischer American-Football-Spieler
- Zaccheo, Benigno (1812–1877), Freidenker und radikalliberaler Schweizer Politiker aus dem Tessin
- Zaccheo, Germano (1934–2007), italienischer Geistlicher, römisch-katholischer Bischof von Casale Monferrato
- Zaccheroni, Alberto (* 1953), italienischer Fußballtrainer
- Zacchi, Cesare (1914–1991), italienischer Geistlicher
- Zacchi, Ferdinand (1884–1966), deutscher Schriftsteller und Journalist
- Zacchia Rondinini, Giuseppe Antonio (1787–1845), Kardinal der Römischen Kirche
- Zacchia, Laudivio (1565–1637), italienischer Kardinal der Römischen Kirche
- Zacchia, Paolo (1584–1659), italienischer Rechtsmediziner
- Zacchia, Paolo Emilio (1554–1605), italienischer Kardinal
- Zacchia, Steve (* 1982), Schweizer Autorennfahrer
- Zacchino, Giulio, italienischer Organist und Komponist
- Zacchiroli, Enzo (1919–2010), italienischer Architekt
- Zacco La Torre, Giuseppina (1927–2009), italienische Politikerin, Mafiagegnerin und Abgeordnete des Sizilianischen Regionalparlaments
- Zacco, Giuseppe (1786–1834), italienischer Maler
- Zaccone, Alessandro (* 1999), italienischer Motorradrennfahrer
- Zaccone, Alessio (* 1981), italienischer Physiker
- Zaccone, Pierre (1817–1895), französischer Schriftsteller
- Zacconi, Giuseppe (1910–1970), italienischer Filmregisseur
- Zacconi, Ludovico (1555–1627), italienischer Komponist und Musiktheoretiker
- Zaccour, Félix (* 1906), uruguayischer Fußballspieler

### Zace
- Zacek, Angelika (* 1971), österreichische Schauspielerin und Regisseurin
- Žáček, August (1886–1961), tschechischer Physiker
- Zacek, Daniel (* 2001), deutscher Basketballspieler
- Žáček, Eduard (1899–1973), tschechischer Architekt
- Žáček, Jan (1849–1934), tschechisch-österreichischer Politiker und Minister
- Žáček, Josef (* 1951), tschechischer Maler

### Zach
- Zach, Adrian (1845–1916), österreichischer Politiker (Christlichsoziale Partei) und Ordensgeistlicher
- Zach, Alexander (* 1976), österreichischer Politiker (LI), Abgeordneter zum Nationalrat
- Zach, Andreas (1736–1797), österreichischer Baumeister und Architekt des Klassizistischen Barocks
- Zach, Anton von (1747–1826), Generalquartiermeister des Generals Melas in der Schlacht bei Marengo, wo er zum Gefangenen gemacht wurde
- Zach, Bastian (* 1973), österreichischer Schriftsteller, Drehbuchautor und Graphic Designer
- Zach, Bruno (1891–1945), österreichischer Bildhauer
- Zach, Christoph von (1474–1508), Bischof von Seckau
- Zach, Didi (* 1965), österreichischer Politiker (KPÖ)
- Zäch, Elisabeth (* 1954), Schweizer Politikerin
- Zach, Erwin von (1872–1942), österreichischer Sinologe
- Zach, Florian (* 1991), deutscher Autor
- Zach, František Alexandr (1807–1892), tschechischer Militärtheoretiker und General in der Armee des Fürstentums Serbien
- Zach, Franz Xaver von (1754–1832), österreichisch-deutscher Astronom
- Zach, Franziska (1900–1930), österreichische Malerin, Grafikerin, Email- und Freskokünstlerin
- Zach, Gisa (* 1974), deutsche SchauspielerinGisa Zach (* 1974)

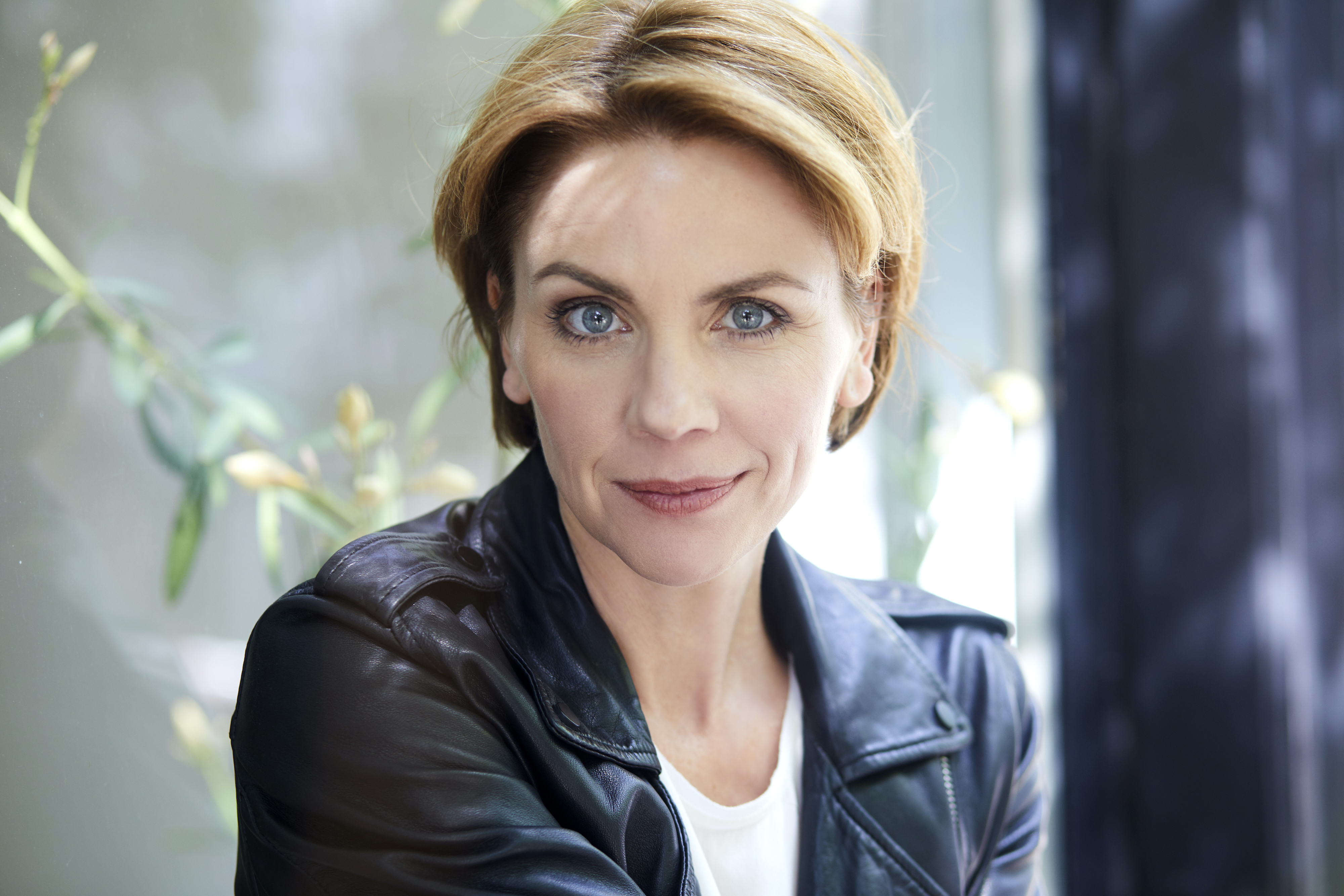
Gisa Zach (* 1974)

- Zäch, Guido A. (* 1935), Schweizer Arzt und Politiker (CVP)
- Zach, Hans (* 1949), deutscher EishockeytrainerHans Zach (* 1949)

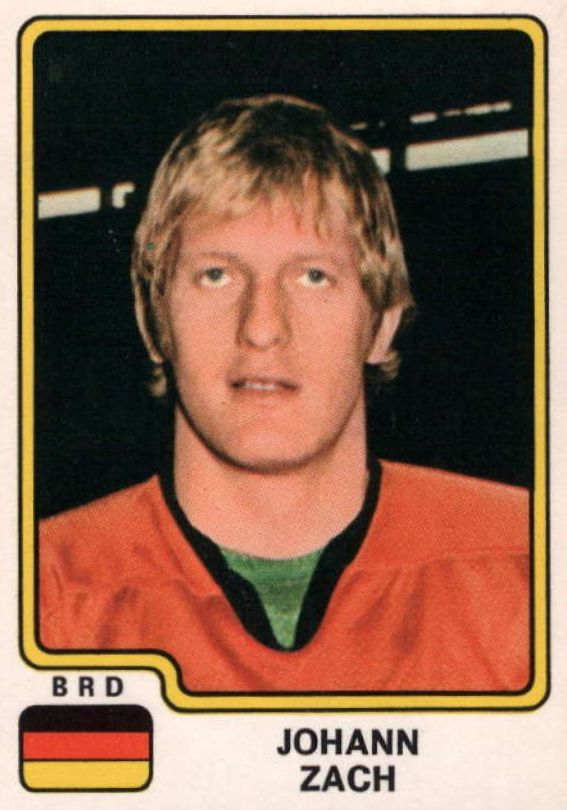
Hans Zach (* 1949)

- Zach, Hilde (1942–2011), österreichische Politikerin, Bürgermeisterin von Innsbruck
- Zach, Ingar (* 1971), norwegischer Perkussionist
- Zach, Jan († 1773), tschechischer Komponist und Kapellmeister
- Zach, Johann (1892–1978), österreichischer Politiker (ÖVP) und Lehrer
- Zach, Joseph (1829–1898), deutscher Geistlicher und Politiker (Zentrum), MdR
- Zach, Juliane (* 1960), deutsche Architektin
- Zach, Kurt (* 1942), österreichischer Politiker (SPÖ), Landtagsabgeordneter im Burgenland
- Zach, Manfred (* 1947), deutscher Jurist und Schriftsteller
- Zach, Martin (1933–2008), deutscher Eishockeyspieler
- Zach, Michael (* 1986), österreichischer Skirennläufer
- Zach, Michal (* 1969), tschechischer Fußballspieler und -trainer
- Zach, Natan (1930–2020), israelischer Lyriker und Übersetzer
- Zach, Nika (* 1975), österreichische Jazzsängerin
- Zach, Paul von (1831–1891), österreichischer Offizier
- Zach, Richard (1919–1943), österreichischer Widerstandskämpfer und Dichter
- Zäch, Roger (* 1939), Schweizer Rechtswissenschaftler
- Zach, Rudolf (1904–1994), österreichischer Volksschuldirektor, Beamter, Naturschutzbeauftragter, Heimatpfleger und Autor
- Zach, Sieglinde (* 1949), österreichische Politikerin (ÖVP), Steirische Landtagsabgeordnete
- Zach, Thomas (1922–2016), deutscher Maler, Bildhauer und Grafiker
- Zach, Wolfgang (* 1949), deutscher Zeichner und Objektkünstler
- Zach-Dorn, Camilla (1859–1951), deutsche Malerin
- Zacha, Pavel (* 1997), tschechischer Eishockeyspieler
- Zachai, Safrira (* 1932), israelische Schauspielerin
- Zachaire, Denis (1510–1556), französischer Alchemist
- Zachar, Gerhard (1945–1978), deutscher Rockmusiker, Sänger, Bandleader und Komponist
- Zachár, Imre (1890–1954), ungarischer Schwimmer und Wasserballspieler
- Zachar, Jacob (* 1986), US-amerikanischer Schauspieler
- Zachar, József (1943–2009), ungarischer Historiker, Professor für Geschichte der Neuzeit
- Zachara, Ján (* 1928), tschechoslowakischer Boxer
- Zachara, Mateusz (* 1990), polnischer Fußballspieler
- Zacharaki, Ioanna (* 1963), deutsch-griechische Politikerin (SPD)
- Zacharaki, Sofia (* 1976), griechische Politikerin
- Zacharakis, Christos (1939–2023), griechischer Diplomat und Politiker, MdEP
- Zacharasiewicz, Waldemar (* 1942), österreichischer Anglist und Amerikanist
- Zacharek, Stephanie (* 1963), US-amerikanische Filmkritikerin
- Zacharewicz, Jacek (* 1964), polnischer Politiker (Platforma Obywatelska), Mitglied des Sejm
- Zachariä, August Wilhelm (1769–1823), deutscher Lehrer und Flugpionier
- Zacharia, Cesare de, italienischer Komponist
- Zachariä, Friedrich Wilhelm Conrad (1798–1869), Beamter im Herzogtum Anhalt-Bernburg und Politiker
- Zachariä, Heinrich Albert (1806–1875), deutscher Jurist
- Zachariades, Georg (* 1868), österreichischer Radsportler, Eiskunstläufer und Unternehmer
- Zachariadi, Marianna (1990–2013), griechische Stabhochspringerin
- Zachariadis, Nikolaos (1903–1973), griechischer Politiker und Ministerpräsident
- Zachariadou, Christina (* 1974), griechische Tennisspielerin
- Zachariadou, Elizabeth (1931–2018), griechische Turkologin
- Zachariae von Lingenthal, Karl Eduard (1812–1894), deutscher Rechtshistoriker
- Zachariae von Lingenthal, Karl Georg (1842–1907), deutscher Rittergutsbesitzer und Parlamentarier
- Zachariae, Friedrich Wilhelm August (1793–1865), deutscher Verwaltungsjurist und Politiker
- Zachariae, Gotthilf Traugott (1729–1777), deutscher lutherischer Theologe
- Zachariae, Johannes († 1428), Augustinereremit und Theologe
- Zachariae, Justus Friedrich (1704–1773), deutscher lutherischer Theologe und Orientalist
- Zachariae, Justus Friedrich Wilhelm (1726–1777), deutscher Schriftsteller, Übersetzer, Herausgeber und Komponist
- Zachariae, Karl Salomo (1769–1843), deutscher Rechtswissenschaftler
- Zachariae, Ludwig (1844–1881), preußischer Verwaltungsjurist und Landrat
- Zachariae, Theodor (1851–1934), deutscher Indologe
- Zachariae, Viktor (1837–1900), deutscher Arzt, Bürgermeister von Wildemann
- Zachariah, Margaret (* 1944), australische Squashspielerin
- Zacharias, König von Nobatial Nubien (um 645–655)
- Zacharias, Patriarch von Jerusalem
- Zacharias, Vater Johannes des TäufersZacharias

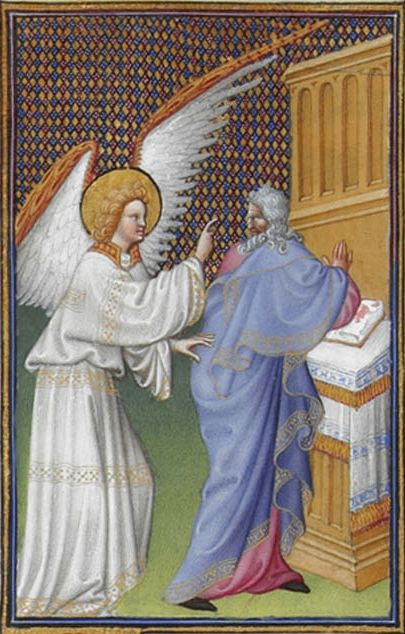
Zacharias

- Zacharias († 752), Papst (741–752)
- Zacharias Chrysopolitanus, Scholastiker und Prämonstratenser-Chorherr
- Zacharias I., nubischer König
- Zacharias III. von Aghtamar († 1464), Katholikos der Armenischen Apostolischen Kirche
- Zacharias von Chalkedon, byzantinischer Geistlicher und Gelehrter
- Zacharias von Mytilene, spätantiker Kirchenhistoriker
- Zacharias von Neuhaus (1527–1589), böhmischer Adliger, mährischer Oberstkämmerer und Landeshauptmann von Mähren
- Zacharias von Vienne, Heiliger der christlichen Kirche und Märtyrer
- Zacharias, Adolf Nicolaus (1858–1931), deutscher Jurist und Hamburger Abgeordneter
- Zacharias, Alfred (1901–1998), deutscher Pädagoge, Grafiker und Schriftsteller
- Zacharias, Ann (* 1956), schwedische Schauspielerin, Drehbuchautorin und Regisseurin
- Zacharias, Ann-Christin (* 1975), deutsche Basketballspielerin
- Zacharias, Bernard (* 1929), französischer Schriftsteller und Jazzmusiker
- Zacharias, Carina (* 1993), deutsche Kinder- und Jugendbuchautorin
- Zacharias, Christian (* 1950), deutscher Pianist
- Zacharias, Christoph (* 1962), deutscher Wirtschaftswissenschaftler
- Zacharias, David (1871–1915), deutscher Maler der Düsseldorfer Schule
- Zacharias, Dietmar (* 1959), deutscher Biologe und Hochschullehrer
- Zacharias, Eduard (1852–1911), deutscher Botaniker
- Zacharias, Emil (1867–1944), deutscher Chemiker
- Zacharias, Ernst (1924–2020), deutscher Ingenieur und Musikinstrumentenbauer
- Zacharias, Georg (1884–1953), deutscher Schwimmer
- Zacharias, Helmut (1920–2002), deutscher Violinist und KomponistHelmut Zacharias (1920–2002)

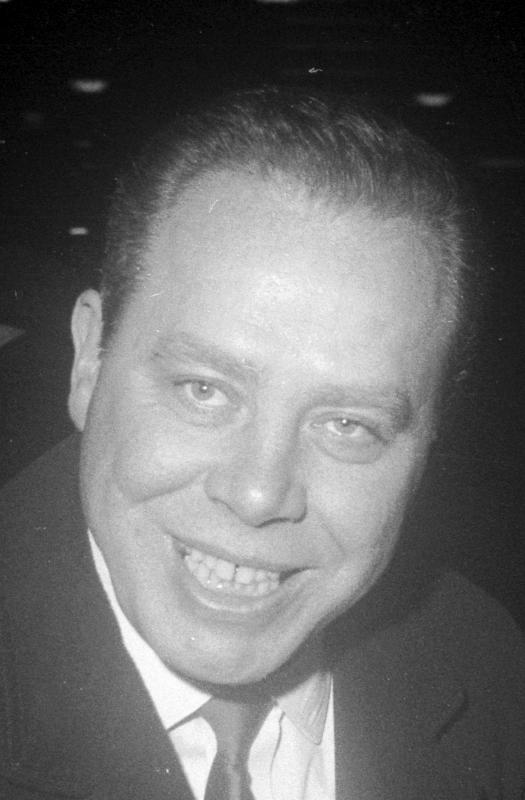
Helmut Zacharias (1920–2002)

- Zacharias, Isabell (* 1965), deutsche Politikerin (SPD), MdL
- Zacharias, Jerrold (1905–1986), amerikanischer Atomphysiker
- Zacharias, Leona (1907–1990), US-amerikanische Biologin
- Zacharias, Lion (* 2003), deutscher Handballspieler
- Zacharias, Maj-Britt (* 1973), deutsche Basketballspielerin
- Zacharias, Margit (* 1957), deutsche Physikerin und Professorin für Nanotechnologie
- Zacharias, Marie (1828–1907), deutsche Zeichnerin
- Zacharias, Max (1873–1962), deutscher Mathematiker
- Zacharias, Michael (* 1945), deutscher Wirtschaftswissenschaftler
- Zacharias, Olympia (* 1986), nauruische Leichtathletin
- Zacharias, Otti (1906–1981), deutsche Porträtfotografin
- Zacharias, Otto (1846–1916), deutscher Zoologe, Planktonforscher, Journalist
- Zacharias, Ravi (1946–2020), kanadisch-US-amerikanischer evangelikaler Apologet und Bestseller-Autor
- Zacharias, Ruth (1940–2021), deutsche Pastorin, Leiterin eines Taubblindendienstes
- Zacharias, Sascha (* 1979), schwedische Schauspielerin
- Zacharias, Steffen (1927–1989), griechischer Schauspieler
- Zacharias, Stephan (* 1956), deutscher Komponist
- Zacharias, Sylvia (1944–2022), deutsche Journalistin
- Zacharias, Thomas (* 1930), deutscher Künstler, Kunsthistoriker, Fotograf und emeritierter Professor
- Zacharias, Thomas (* 1947), deutscher Leichtathlet und OlympiateilnehmerThomas Zacharias (* 1947)

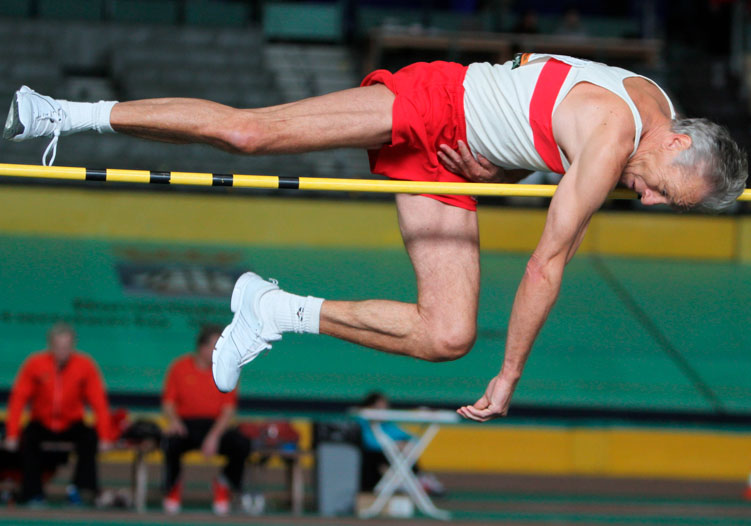
Thomas Zacharias (* 1947)

- Zacharias, Thorsten (* 1965), deutscher Handball-Schiedsrichter
- Zacharias, Walter (1919–2000), deutscher Maler und Bildhauer
- Zacharias, Wanda (1931–2008), deutsche Malerin und Illustratorin
- Zacharias, Wolfgang (1941–2018), deutscher Kunst- und Kulturpädagoge
- Zachariasen, Fredrik (1931–1999), US-amerikanischer theoretischer Physiker
- Zachariasiewicz, Franciszek Ksawery (1770–1845), polnischer Geistlicher, Bischof von Tarnów, Bischof von Przemyśl
- Zachariassen, Anders (* 1991), dänischer Handballspieler
- Zacharie de Lisieux (1596–1661), französischer Kapuziner, Theologe, Kanzelredner und Satiriker
- Zacharie, Philippe (1849–1915), französischer Maler
- Zacharieva, Rumjana (* 1950), bulgarisch-deutsche Schriftstellerin
- Zachariewicz, Julian (1837–1898), polnischer Architekt und Restaurator
- Zacharopoulos, Denys (* 1952), griechischer Kunsthistoriker
- Zacharopoulos, Emilianos (1915–2011), türkischer Geistlicher, orthodoxer Bischof
- Zacharopoulos, Spilios (* 1950), griechischer Leichtathlet
- Zacharopoulou, Chrysoula (* 1976), französische Gynäkologin und Politikerin
- Zacharski, Marian (* 1951), polnischer Offizier des polnischen Innenministeriums zur Zeit des Kalten Krieges u. III RP
- Zachary Wentz (* 1994), US-amerikanischer Wrestler
- Zachary, Hugh (1928–2016), US-amerikanischer Science-Fiction-Autor
- Zachary, Nadia, ägyptische Ministerin für wissenschaftliche Forschung
- Zachau, Erich (1902–1978), deutscher Volkswirtschaftler
- Zachau, Gertrud (1872–1953), schwedische Turnerin und Frauenrechtlerin
- Zachau, Hans Georg (1930–2017), deutscher Biochemiker
- Zachau, Helmut (* 1948), deutscher Pädagoge und Politiker (Grüne), MdBB
- Zachau, Johannes (1896–1974), deutscher evangelischer Pfarrer, Heimatforscher und Genealoge
- Zachäus, Bischof von Jerusalem, Heiliger
- Zachäus, biblisch-jüdischer Zollbeamter (Jericho)Zachäus

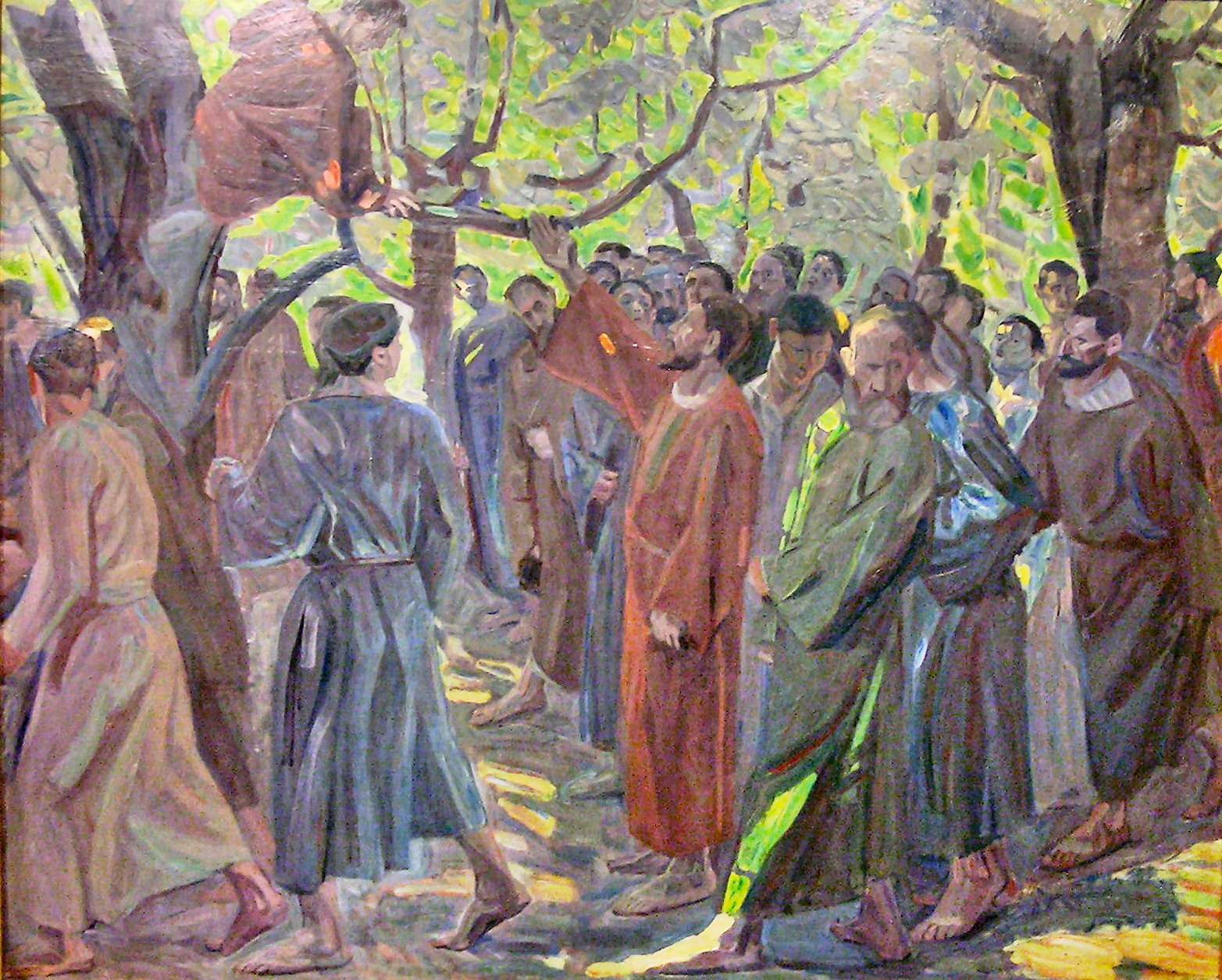
Zachäus

- Zache, Eduard (1862–1929), deutscher Geologe und Pädagoge
- Zache, Heinz (* 1916), deutscher Schriftsteller
- Zache, Manfred (* 1939), deutscher Architekt und Stadtplaner
- Zache, Robert (1934–2017), deutscher Fußballspieler
- Zacheis, Johann Georg (1821–1857), deutscher Landschaftsmaler
- Zachenhuber, Simon (* 1998), deutscher Boxer
- Zachepa, Angela, Politikerin in Malawi
- Zacher, Albert (1861–1911), deutscher Journalist und Autor
- Zacher, Alexander (1814–1889), deutscher Gutsbesitzer und Parlamentarier
- Zacher, Christin (* 1970), deutsche Schauspielerin und Sängerin
- Zacher, Daniel (* 1988), deutscher Fußballtorwart
- Zacher, Egon, deutscher Fußballschiedsrichter
- Zacher, Friedrich (1884–1961), deutscher Entomologe
- Zacher, Gerd (1929–2014), deutscher Komponist und Organist
- Zacher, Hannes (* 1979), deutscher Psychologe
- Zacher, Hans (1912–2003), deutscher Ingenieur, Entwickler des Standards zur Ermittlung von Flugeigenschaften
- Zacher, Hans F. (1928–2015), deutscher Rechtswissenschaftler
- Zacher, Heidi (* 1988), deutsche Skicrosserin
- Zacher, Julius (1816–1887), deutscher Germanist und Hochschullehrer
- Zacher, Konrad (1851–1907), deutscher Klassischer Philologe und Hochschullehrer
- Zacher, Nina (1970–2016), deutsche Gastronomin und ALS-Aktivistin
- Zacher, Peter (1939–2014), deutscher Musikwissenschaftler und Journalist
- Zacher, Peter (* 1948), deutscher Fußballspieler
- Zacher, Rolf (1941–2018), deutscher Künstler, Entertainer, Schauspieler und MusikerRolf Zacher (1941–2018)

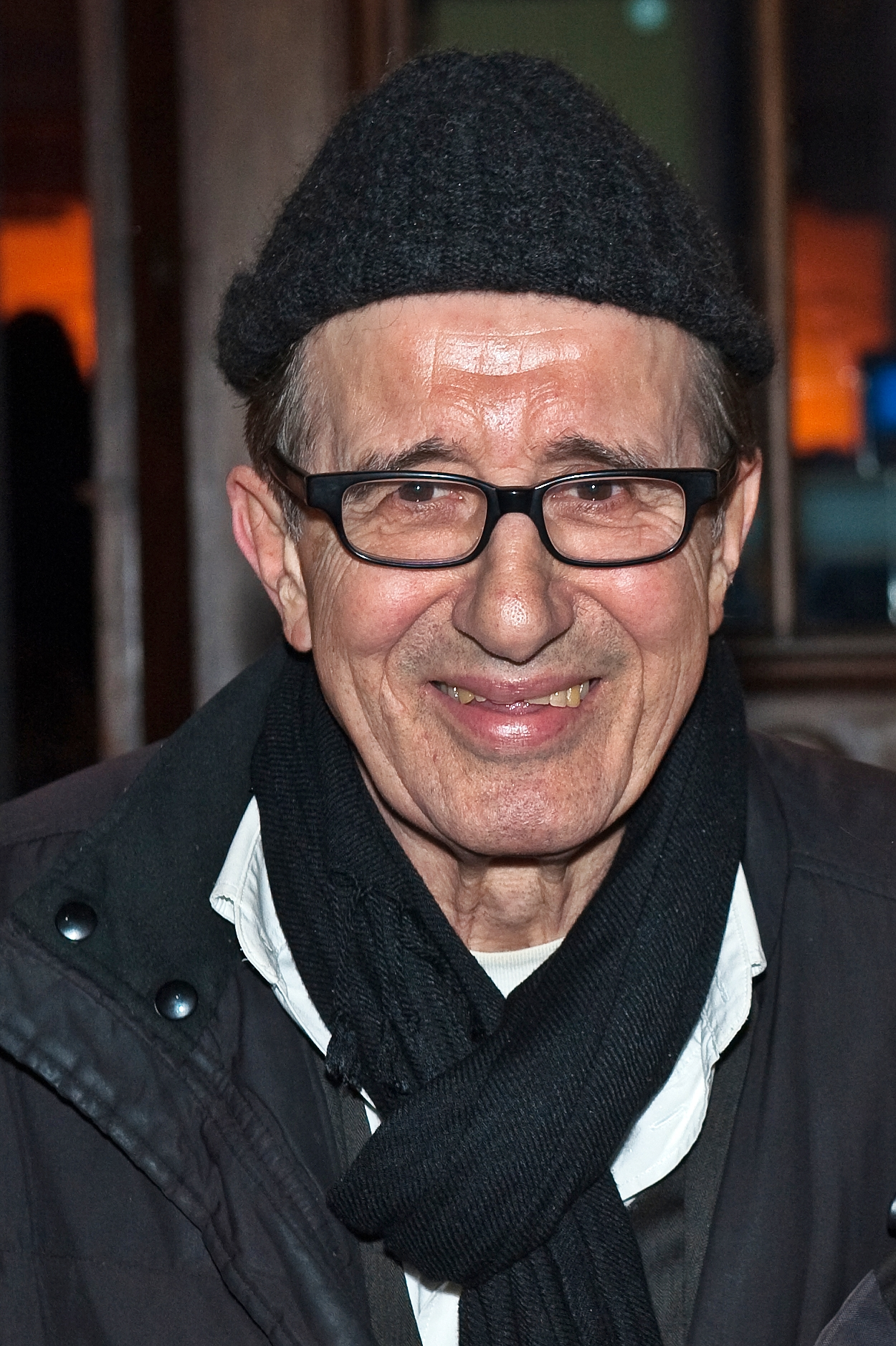
Rolf Zacher (1941–2018)

- Zacher, Rosemarie (* 1966), deutsche Künstlerin, Illustratorin und Kunstpädagogin
- Zacherl, Daniela (* 1985), österreichische Schauspielerin
- Zacherl, Franz Xaver (1772–1849), bayerischer Brauer, Mälzer und Abgeordneter
- Zacherl, Johann (1814–1888), österreichischer Fabrikant
- Zacherl, Josef (1867–1939), österreichischer Politiker, Landtagsabgeordneter
- Zacherl, Ralf (* 1971), deutscher (Fernseh-)Koch
- Zachert, Christel (* 1940), deutsche Autorin
- Zachert, Eduard (1881–1943), deutscher sozialdemokratischer Politiker, Gewerkschafter und antifaschistischer Widerstandskämpfer
- Zachert, Hans-Ludwig (* 1937), deutscher Verwaltungsjurist, Präsident des deutschen Bundeskriminalamts
- Zachert, Herbert (1908–1979), deutscher Japanologe
- Zachert, Klaus (1942–2011), deutscher Politiker (SPD), MdL
- Zachert, Matthias (* 1967), deutscher Wirtschaftsmanager
- Zachert, Ulrich (1943–2009), deutscher Jurist mit dem Arbeitsschwerpunkt Arbeitsrecht
- Zacheus, Joannes, franko-flämischer Komponist der Renaissance
- Zachhuber, Andreas (* 1962), deutscher Fußballspieler und -trainerAndreas Zachhuber (* 1962)

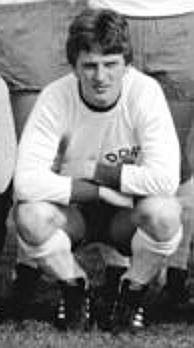
Andreas Zachhuber (* 1962)

- Zachhuber, Eric (* 1993), österreichischer Fußballspieler
- Zachhuber, Johannes (* 1967), deutscher evangelischer Theologe
- Zachhuber, Waltraut (* 1941), deutsche evangelische Pfarrerin
- Zachmann, Hans Gerhard (1931–1996), deutscher Physiker und Lehrbuchautor
- Zachmann, Karin (* 1956), deutsche Historikerin
- Zachmann, Max (1892–1917), deutscher Maler des Expressionismus
- Zachmann, Milo (1936–2002), Schweizer Kinderarzt und Endokrinologe
- Zachmann, Patrick (* 1955), französischer Fotograf
- Zachmann, Siegfried (1928–2024), deutscher Diplomat
- Zachmann, Urs Matthias (* 1971), deutscher Japanologe
- Zachmeier, Erwin (1928–1991), deutscher Musiker, Volksliedsammler und -vermittler
- Zacho, Christian (1843–1913), dänischer Landschaftsmaler
- Zachos, Aristoteles (1871–1939), griechischer Architekt und Stadtplaner (Mazedonien)
- Zachos, James (* 1959), US-amerikanischer Ozeanograph und Hochschullehrer
- Zachou, Vasiliki (* 1994), griechische Sportlerin der Rhythmischen Sportgymnastik
- Zachová, Dominika (* 1996), tschechische Handballspielerin
- Zachová, Renata (* 2000), tschechische Judoka
- Zachow, Anneliese (* 1947), deutsche Politikerin (CDU), MdL (Niedersachsen)
- Zachow, Friedrich Wilhelm († 1712), deutscher Komponist des Barock
- Zachow, Werner (* 1944), deutscher Politiker (CDU)
- Zachow-Vallentin, Elise (1876–1923), deutsche Theater- und Filmschauspielerin
- Zachrau, Michael (* 1994), deutscher Skeletonpilot
- Zachrich, Jaromir (* 1985), deutscher Volleyballspieler
- Zachries, Michael (1943–2021), deutscher Regattasegler
- Zachrisson, Eric (* 1980), schwedischer Eisschnellläufer
- Zachrisson, Johan (* 1956), schwedischer Komponist
- Zachrisson, Mattias (* 1990), schwedischer Handballspieler
- Zachwatowicz, Jan (1900–1983), polnischer Architekt, Kunsthistoriker und Denkmalpfleger
- Zachwatowicz, Krystyna (* 1930), polnische Bühnenbildnerin, Kostümbildnerin und Schauspielerin
- Zachwatowicz, Maria (1902–1994), polnische Architektin

### Zack
- Zack, Alian (* 2006), israelische Tennisspielerin
- Zack, Alma (* 1970), israelische Schauspielerin und Komikerin
- Zack, Daniel, US-amerikanischer Pokerspieler
- Zack, Eddie (1922–2002), US-amerikanischer Country-Musiker
- Zack, George, amerikanischer Musiker (Piano, auch Gesang) des Chicago-Jazz
- Zäck, Jürgen (* 1965), deutscher Triathlet
- Zack, Léon (1892–1980), russisch-französischer Künstler
- Zack, Ludwig (1934–2015), österreichischer Priester und Präses der Kolpingfamilie
- Zack, Viktor (1854–1939), österreichischer Lehrer und Volksliedforscher
- Zack, Volker (* 1971), deutscher Schauspieler, Musiker und ComedianVolker Zack (* 1971)

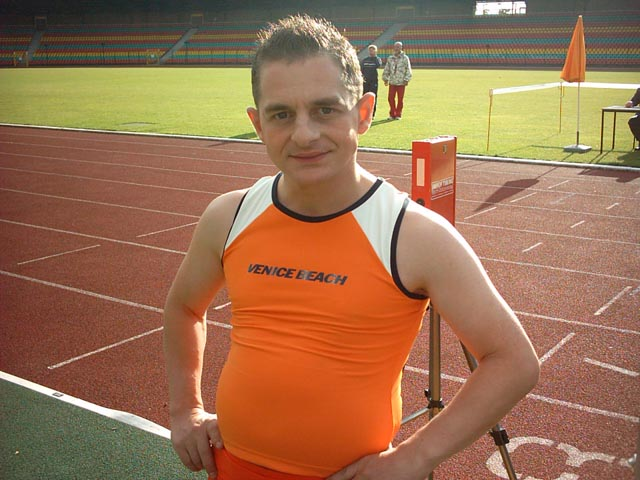
Volker Zack (* 1971)

- Zackary, Julie, kanadische Filmproduzentin und Produktionsmanagerin
- Zacke, Alvar (1904–1977), schwedischer Drehbuchautor, Schriftsteller, Übersetzer und Journalist
- Zacke, August (1811–1883), deutscher Jurist
- Zacke, Martina (* 1984), deutsche Florettfechterin
- Zackenfels, Stefan (* 1965), deutscher Politiker (SPD), MdA
- Zacker, Christina (* 1954), deutsche Journalistin und Buchautorin
- Zackery, Kellindra (* 1988), amerikanische Basketballspielerin
- Zackheim, Michele (* 1941), US-amerikanische Einstein-Biografin
- Zackhras, Ruben (1947–2019), marshallischer Politiker, Präsident der Marshallinseln
- Žáčková, Lucie (* 1978), tschechische Schauspielerin
- Zackrisson, Patrik (* 1987), schwedischer Eishockeyspieler

### Zaco
- Zacos, Georges (1911–1983), griechischer Antikenhändler und Sammler byzantinischer Siegel
- Zacosta, Piero Raimondo († 1467), aragonesischer Adliger und Großmeister des Johanniterordens (1461–1467)

### Zacs
- Zacsek, Gerhard (* 1937), österreichischer Fußballspieler

### Zacu
- Zacuto, Abraham (* 1450), sephardischer Astronom
- Zacuto, Mose († 1697), jüdischer Dichter und Kabbalist

### Zacz
- Zaczkiewicz, Claudia (* 1962), deutsche Leichtathletin
- Zaczyk, Klaus (* 1945), deutscher Fußballspieler
- Zaczyk, Rainer (1951–2024), deutscher Rechtswissenschaftler
- Zaczyk, Stanisław (1923–1985), polnischer Schauspieler